# Le Roi qui vient du sud
Le Roi qui vient du sud est un feuilleton télévisé française en six épisodes de 55 minutes réalisé par Marcel Camus et Heinz Schirk (de) d'après le roman de Heinrich Mann, et diffusé entre le 8 février et le 15 mars 1979 sur TF1.
Au Québec, elle est diffusée à partir du 8 janvier 1982 à la Télévision de Radio-Canada, et en Suisse sur TSR.
Cette série télévisée retrace l'histoire du jeune Henri, roi de Navarre (1572), qui deviendra Henri IV, roi de France et de Navarre de 1589 jusqu'à son assassinat en 1610.
Cette série présente les intrigues politiques et aventures extraconjugales d'Henri IV. Elle montre un jeune et fougueux roi de Navarre, incarné par Jean Barney, devenir un homme politique habile et sage, joué par Henri Virlogeux.

## Synopsis
La France et l'Europe vivent une époque tourmentée. La religion catholique, par ses abus, divise ses fidèles qui fondent de nouvelles religions. Les Huguenots (protestants) et les Catholiques s’entretuent au nom de la « Vraie » religion. 
Le tournant de cette guerre de religion sera le Massacre de la Saint-Barthélemy. Les intrigues et les meurtres, poisons et tentatives d'assassinat qui multiplient, alimentées par Catherine de Médicis, les Guises et le prince de Condé.
Le roi Henri III, incapable de gérer la crise, mal conseillé et pris en otage par ses ennemis, meurt le 1er août 1589 après avoir désigné Henri roi de Navarre, comme son successeur. Malheureusement pour Henri, il doit conquérir son royaume par la guerre. À la suite du siège de Paris, il entre dans la capitale où il est finalement couronné Roi de France. Pour cela il doit toutefois se convertir au catholicisme.
Après avoir rétabli l'ordre et la liberté de religion, Henri IV qui s'apprête à partir à la guerre contre les Habsbourg, se fait assassiner en 1610, à Paris, par Ravaillac.

## Distribution
- Pierre Forest : Théodore Agrippa d'Aubigné (4 épisodes)
- Ellen Schwiers : Catherine de Médicis (3 épisodes)
- Katerina Jacob (de) : Margot (3 épisodes)
- Roger Carel : Montaigne (3 épisodes)
- Klaus Grünberg : Rosny (3 épisodes)
- Nicolas Silberg : Guise (3 épisodes)
- Maxence Mailfort : Mornay (3 épisodes)
- Guy Michel : Henri III (3 épisodes)
- Reinhard Kolldehoff : Biron (2 épisodes)
- Fernand Guiot : L'abbé boucher (2 épisodes)
- Jacques Frantz : Condé (2 épisodes)
- Béatrice Agenin : La Duchesse de Montpensier (2 épisodes)
- Pierre Maguelon : Crillon (2 épisodes)
- William Coryn : Alençon (2 épisodes)
- Daniel Derval : Joyeuse (2 épisodes)
- Claire Vernet : Corisande (2 épisodes)
- Georges Ser : Epernon (2 épisodes)
- Daniel Vérité : L'estafette / Le 2e fanatique
- Lionel Vitrant : Le 2e parisien / Le 1er manifestant

## Épisodes
1. Le Prisonnier du Louvre (1572-1576)
2. Le Panache blanc (1576-1584)
3. Le Chemin du trône (1584-1589)
4. Le Saut périlleux (1584-1596)
5. Contruire la France (1596-1601)
6. La Course à la mort (1602-1610)